# 犬猫アワー 47都道府犬R&にゃ〜めん
『犬猫アワー 47都道府犬R&にゃ〜めん』（いぬねこアワー 47とどうふけんアンドにゃ〜めん）は、日本テレビで放送されていたテレビアニメ番組である。

## 概要
『47都道府犬R』、『アレ』、『にゃ〜めん』、『かにえ』で構成される15分枠のテレビアニメ番組である。

## 47都道府犬R
『47都道府犬R』は、テレビ愛知ほかで放送された『声優バラエティー SAY!YOU!SAY!ME!』の1コーナーとして放送された『47都道府犬』をもととした作品であり、スタッフおよび担当声優がほぼ一新されている。
それぞれのキャラクターのモチーフはそれぞれの都道府県に関するものであるほか、ご当地出身の声優がそれぞれの犬の声を担当している。

### 登場キャラクター（47都道府犬R）
メインキャラクター
| 犬     | 都道府県 | 声優       | キャラのモチーフ |
| ------ | -------- | ---------- | ---------------- |
| 群馬犬 | 群馬県   | 小倉唯     | だるま           |
| 兵庫犬 | 兵庫県   | 西明日香   | タコ             |
| 茨城犬 | 茨城県   | 田所あずさ | 栗               |
| 福島犬 | 福島県   | 小堀友里絵 | 赤べこ           |
| 沖縄犬 | 沖縄県   | 儀武ゆう子 | ゴーヤ           |

その他のキャラクター
| 犬       | 都道府県 | 声優       | キャラのモチーフ |
| -------- | -------- | ---------- | ---------------- |
| 青森犬   | 青森県   | 木戸衣吹   | ねぶた           |
| 栃木犬   | 栃木県   | 星野貴紀   | 餃子             |
| 埼玉犬   | 埼玉県   | チョー     | 草加せんべい     |
| 東京犬   | 東京都   | 本田貴子   | アナゴ           |
| 山梨犬   | 山梨県   | 三澤紗千香 | ワイン           |
| 三重犬   | 三重県   | 山路和弘   | なが餅           |
| 和歌山犬 | 和歌山県 | 石井康嗣   | 柿               |
| 岡山犬   | 岡山県   | 生田善子   | きびだんご       |
| 愛媛犬   | 愛媛県   | 水樹奈々   | イヨカン         |

### スタッフ（47都道府犬R）
- 原案 - NiPo「47都道府犬」
- 監督 - 西川和宏（ダンデライオン）
- シリーズ構成・演出 - 西嶋和弘
- キャラクターデザイン - ダンデライオンアニメーションスタジオ（齋藤龍一、山本真嗣）
- CGディレクター - 佐々木真美
- チーフアニメーター - 渡辺このみ
- 音楽 - 北川勝利（ROUND TABLE）
- 音楽協力 - 日本テレビ音楽、バップ
- 音楽プロデューサー - 渡辺一博、小嶋遼
- 音楽制作協力 - ベルズン・ウィッスル
- プロデューサー - 植野浩之、渡部智明、田村学、奈良駿介
- アニメーションプロデューサー - 酒井俊治
- アニメーション制作 - ダンデライオンアニメーションスタジオ
- 製作・著作 - 47都道府犬民（日テレ、vap）

### 主題歌（47都道府犬R）
オープニングテーマ「Cartoon Swing '47」
作詞・作曲 - 北川勝利 / 編曲 - 吉田哲人、北川勝利 / 歌 - 藤村鼓乃美
エンディングテーマ「わんだほーにゃんだほー」（1番部分）
作詞 - 亀津雄介 / 作曲・編曲 - 成瀬裕介 / 歌 - 乙女新党

### 放送リスト（47都道府犬R）
| 回  | 話   | 犬（太字は初登場）                                               | サブタイトル                | 脚本           | レイアウト                                                                            | アニメーション                                                                        |                                                                     |
| --- | ---- | ---------------------------------------------------------------- | --------------------------- | -------------- | ------------------------------------------------------------------------------------- | ------------------------------------------------------------------------------------- | ------------------------------------------------------------------- |
| 01  | 1話  | 群馬犬、兵庫犬、茨城犬、福島犬、沖縄犬                           | だるまさんがころんだ        | 井辺清         | 渡辺このみ                                                                            | 渡辺このみ                                                                            |                                                                     |
| 01  | 2話  | 群馬犬、茨城犬、栃木犬、埼玉犬                                   | ナンバースリーはだぁーれ？  | 西嶋和弘       | 西川和宏                                                                              | 田村和弘 代田邦紀                                                                     |                                                                     |
| 01  | 3話  | 群馬犬、兵庫犬、埼玉犬                                           | 意外と頑丈だよね            | 伊東のぶゆき   | 鳥居洋之                                                                              | 鳥居洋之                                                                              |                                                                     |
| 02  | 4話  | 群馬犬、茨城犬、栃木犬、沖縄犬                                   | ナンバースリーなんていいさ  | 西嶋和弘       | 青柳友恵                                                                              | 青柳友恵                                                                              |                                                                     |
| 02  | 5話  | 兵庫犬、福島犬、沖縄犬                                           | ご当地グルメを食べた～い!   | 伊東のぶゆき   | NORIBA 原田道則、高畑政宏 平田睦美、間山大地 佐々野稔貴、岸本美恵子                   | NORIBA 原田道則、高畑政宏 平田睦美、間山大地 佐々野稔貴、岸本美恵子                   |                                                                     |
| 02  | 6話  | 茨城犬、福島犬、沖縄犬                                           | ピクニックへ行こう!         | 井辺清         | NORIBA 原田道則、高畑政宏 平田睦美、間山大地 佐々野稔貴、岸本美恵子                   | NORIBA 原田道則、高畑政宏 平田睦美、間山大地 佐々野稔貴、岸本美恵子                   |                                                                     |
| 03  | 7話  | 群馬犬、兵庫犬、茨城犬、福島犬、沖縄犬、埼玉犬                   | 正義のヒーローがやってきた  | 伊藤のぶゆき   | 齋藤龍一                                                                              | 鳥居洋之                                                                              |                                                                     |
| 03  | 8話  | 茨城犬、和歌山犬                                                 | 桃栗3年柿8年                | 伊藤のぶゆき   | Betop Japan Yuan Yue、Zhang He Wang Xuanping、Li Kun Deng Tuo、Feng Mingwang 清水美名 | Betop Japan Yuan Yue、Zhang He Wang Xuanping、Li Kun Deng Tuo、Feng Mingwang 清水美名 |                                                                     |
| 03  | 9話  | 群馬犬、兵庫犬、福島犬                                           | 赤が大好き                  | 伊藤のぶゆき   | 伊東巧右平                                                                            | 青柳友恵、渡辺このみ                                                                  |                                                                     |
| 04  | 10話 | 兵庫犬、福島犬、栃木犬                                           | くっついちゃった            | 井辺清         | 渡辺このみ                                                                            | 渡辺このみ                                                                            |                                                                     |
| 04  | 11話 | 沖縄犬、山梨犬                                                   | 日本のおフランス            | 伊藤のぶゆき   | Betop Japan Yuan Yue、Zhang He Wang Xuanping、Li Kun Deng Tuo、Feng Mingwang 清水美名 | Betop Japan Yuan Yue、Zhang He Wang Xuanping、Li Kun Deng Tuo、Feng Mingwang 清水美名 |                                                                     |
| 04  | 12話 | 兵庫犬、茨城犬、福島犬、山梨犬                                   | そういう日もあるさ          | 西嶋和弘       | Betop Japan Yuan Yue、Zhang He Wang Xuanping、Li Kun Deng Tuo、Feng Mingwang 清水美名 | Betop Japan Yuan Yue、Zhang He Wang Xuanping、Li Kun Deng Tuo、Feng Mingwang 清水美名 |                                                                     |
| 05  | 13話 | 茨城犬、福島犬、沖縄犬、東京犬                                   | 江戸前といえば・・・        | 西嶋和弘       | NORIBA 高畑政宏、間山大地 平田睦実、佐々野稔貴 原田道則                               | NORIBA 高畑政宏、間山大地 平田睦実、佐々野稔貴 原田道則                               |                                                                     |
| 05  | 14話 | 群馬犬、兵庫犬、茨城犬                                           | もうい～かい?               | 伊藤のぶゆき   | -                                                                                     | 鳥居洋之                                                                              |                                                                     |
| 05  | 15話 | 群馬犬、茨城犬、沖縄犬、栃木犬                                   | ナンバースリーを決めて!     | 西嶋和弘       | NORIBA 平田睦実、佐々野稔貴 高畑政宏、間山大地 原田道則                               | NORIBA 平田睦実、佐々野稔貴 高畑政宏、間山大地 原田道則                               |                                                                     |
| 06  | 16話 | 沖縄犬、東京犬、岡山犬                                           | 女３人寄れば                | 西嶋和弘       | -                                                                                     | XYZ Digital Studio Zou Chungang、Wang Zhengchen Li Xue、Zou Shanwei                   | XYZ Digital Studio Zou Chungang、Wang Zhengchen Li Xue、Zou Shanwei |
| 06  | 17話 | 群馬犬、兵庫犬、東京犬、栃木犬                                   | 変わってないよ              | 西嶋和弘       | -                                                                                     | 青柳友恵、渡辺このみ                                                                  |                                                                     |
| 06  | 18話 | 兵庫犬、茨城犬、岡山犬                                           | きれいになりたい            | 西嶋和弘       | -                                                                                     | 渡辺このみ                                                                            |                                                                     |
| 07  | 19話 | 群馬犬、兵庫犬、茨城犬、福島犬、沖縄犬                           | 立派な犬になりたい！        | タカヤママナブ | -                                                                                     | 渡辺このみ、鳥居洋之 青柳友恵                                                         | 渡辺このみ、鳥居洋之 青柳友恵                                       |
| 07  | 20話 | 兵庫犬、沖縄犬                                                   | すろ～らいふ                | 伊藤のぶゆき   | -                                                                                     | 渡辺このみ                                                                            |                                                                     |
| 07  | 21話 | 兵庫犬、沖縄犬                                                   | すぴーどらいふ              | 伊藤のぶゆき   | -                                                                                     | 青柳友恵                                                                              |                                                                     |
| 08  | 22話 | 群馬犬、兵庫犬、茨城犬、福島犬、沖縄犬、埼玉犬                   | 悪役がやってきた            | 伊藤のぶゆき   | -                                                                                     | 鳥居洋之                                                                              |                                                                     |
| 08  | 23話 | 群馬犬、兵庫犬、茨城犬、福島犬、沖縄犬、埼玉犬、和歌山犬、三重犬 | おじさんもやってきた        | 伊藤のぶゆき   | -                                                                                     | planB studio、熊本周平                                                                |                                                                     |
| 08  | 24話 | 茨城犬、埼玉犬、和歌山犬、三重犬                                 | いいもんですなあ            | 井辺清         | -                                                                                     | 齋藤龍一                                                                              |                                                                     |
| 09  | 25話 | 兵庫犬、茨城犬、福島犬                                           | やさしいね                  | 伊藤のぶゆき   | -                                                                                     | XYZ Ditital、Wang Zengchen                                                            |                                                                     |
| 09  | 26話 | 群馬犬、茨城犬、栃木犬、埼玉犬                                   | ナンバースリーがやってくる? | 西嶋和弘       | -                                                                                     | NORIBA、高畑政宏 平田睦美、間山大地 佐々野稔貴、原田道則                              |                                                                     |
| 09  | 27話 | 兵庫犬、福島犬                                                   | ホントに赤が大好き          | 伊藤のぶゆき   | -                                                                                     | NORIBA、高畑政宏 平田睦美、間山大地 佐々野稔貴、原田道則                              |                                                                     |
| 010 | 28話 | 兵庫犬、青森犬                                                   | ねむた祭り                  | 井辺清         | Betop Japan、Yuan Yue Zhang He、Li Kun                                                | Betop Japan、Yuan Yue Zhang He、Li Kun                                                |                                                                     |
| 010 | 29話 | 兵庫犬、茨城犬、愛媛犬                                           | それ、やめてくれる?         | 井辺清         | 渡辺このみ                                                                            | 渡辺このみ                                                                            |                                                                     |
| 010 | 30話 | 群馬犬、兵庫犬、茨城犬                                           | にらめっこしましょ          | 伊藤のぶゆき   | 河原佑樹                                                                              | 河原佑樹                                                                              |                                                                     |
| 011 | 31話 | 兵庫犬、福島犬、沖縄犬                                           | たいへんだ！                | タカヤママナブ | Betop Japan、Yuan Yue Zhang He、Li Kun                                                | Betop Japan、Yuan Yue Zhang He、Li Kun                                                |                                                                     |
| 011 | 32話 | 茨城犬、福島犬、愛媛犬                                           | 空からの贈り物              | 西嶋和弘       | 青柳友恵                                                                              | 青柳友恵                                                                              |                                                                     |
| 011 | 33話 | 沖縄犬、青森犬、愛媛犬                                           | 意外にすごい                | 西嶋和弘       | 鳥居洋之                                                                              | 鳥居洋之                                                                              |                                                                     |
| 012 | 34話 | 群馬犬、兵庫犬、茨城犬、福島犬、沖縄犬、東京犬                   | 怪人がやってきた            | 伊藤のぶゆき   | 青柳友恵、齋藤龍一 鳥居洋之                                                           | 青柳友恵、齋藤龍一 鳥居洋之                                                           |                                                                     |
| 012 | 35話 | 群馬犬、茨城犬、栃木犬、東京犬                                   | ナンバースリーでいいの？    | 西嶋和弘       | 鳥居洋之                                                                              | 鳥居洋之                                                                              |                                                                     |
| 012 | 36話 | 群馬犬、兵庫犬、茨城犬、福島犬、沖縄犬、東京犬、栃木犬           | 塾の時間だ!                 | 西嶋和弘       | 渡辺このみ                                                                            | 渡辺このみ                                                                            |                                                                     |

### 関連商品（47都道府犬R）

#### BD・DVD
| 発売日        | タイトル    | 収録話         | 規格品番                       |
| ------------- | ----------- | -------------- | ------------------------------ |
| 2014年5月21日 | 47都道府犬R | 第1話 - 第12話 | VPXY-71298(BD) VPBY-13887(DVD) |

#### CD
| 発売日        | タイトル                         |
| ------------- | -------------------------------- |
| 2014年4月23日 | 47都道府犬R ”ワン”ダフルソングス |

## アレ
『47都道府犬R』と『にゃ〜めん』の間に放送されるミニコーナー。

### 登場キャラクター（アレ）
- アレ - 藤村鼓乃美

### スタッフ（アレ）
- キャラクターデザイン - 西川和宏
- 構成・演出 - 西嶋和弘
- 制作 - ダンデライオンアニメーションスタジオ

## にゃ〜めん
『にゃ〜めん』は、突然天界から地上に遣わされることになった『天界第一女子高校』の女子高生の活躍を描くアニメである。
キャラクターの名前はラーメンの種類であり、デザインには鳴門巻きのような模様をした羽が描かれている。
テレビシリーズ放送ではどんぶりの姿をした猫で描かれている。パッケージ版では本来の天使の姿が新作話で描かれている。

### 登場キャラクター（にゃ〜めん）
- しょうゆにゃ〜めん - 声：森千早都[2][5]
- しおにゃ〜めん - 声：野村真悠華[2][5]
- とんこつにゃ〜めん - 声：中隈志保[2][5]
- みそにゃ〜めん - 声：松嵜麗[2][5]
- ちゃんぽんにゃ〜めん - 声：古木のぞみ[6]
- いえけいにゃ〜めん - 声：相内沙英[6]
- はんにゃ〜めん（いえけいの舎弟）
- かっぷにゃ〜めん - 声：小林美晴[6]
- にぼしにゃ〜めん - 声：生天目仁美[6]
- 神 - 声：藤原啓治

### スタッフ（にゃ〜めん）
- 原作 - 日活「にゃ〜めん」
- 監督・レイアウト・アニメーション・演出 - 樋渡博之（Hiwaplus）
- キャラクター原案 - かわすみ
- キャラクターデザイン・作画 - 玉戸さお
- 音楽 - 北川勝利（ROUND TABLE）
- 音楽協力 - 日本テレビ音楽、バップ
- 音楽プロデューサー - 渡辺一博、小嶋遼
- 音響制作 - AIR AGENCY
- プロデューサー - 植野浩之、渡部智明、田村学、奈良駿介
- アニメーションプロデューサー - 後藤清子（Hiwaplus）
- OP・EDアニメーションプロデューサー - 高田真宏
- アニメーション制作 - HiWaPlus
- OP・EDアニメーション制作・音楽制作協力 - ベルズン・ウィッスル
- 製作・著作 - 天界第一女子高校（日テレ、vap）

### 主題歌（にゃ〜めん）
オープニングテーマ「ニャーメン・パラダイス」
作詞・作曲 - 北川勝利 / 編曲 - 北川勝利、acane_madder / 歌 - にゃ〜めんず［しょうゆ（森千早都）、しお（野村真悠華）、とんこつ（中隈志保）、みそ（松嵜麗）］
エンディングテーマ「わんだほーにゃんだほー」（2番部分）
作詞 - 亀津雄介 / 作曲・編曲 - 成瀬裕介 / 歌 - 乙女新党

### 放送リスト（にゃ〜めん）
| 回 | 話         | サブタイトル                               | 脚本       |
| -- | ---------- | ------------------------------------------ | ---------- |
| 1  | だい1にゃ  | 101回目のプロローグ                        | 浜田朗     |
| 1  | だい2にゃ  | ユルユルなる者                             | 由利真珠郎 |
| 2  | だい3にゃ  | 超能力にゃ～めんZ!?                        | 浜田朗     |
| 2  | だい4にゃ  | あの娘ぼくが増税決めたらどんな顔するだろう | 由利真珠郎 |
| 3  | だい5にゃ  | やっぱり猫は抜き                           | 由利真珠郎 |
| 3  | だい6にゃ  | 空飛ぶもんてぃ・ちゃんぽん                 | 由利真珠郎 |
| 4  | だい7にゃ  | 振り返ればにゃつがいる                     | 浜田朗     |
| 4  | だい8にゃ  | 1/8のゆめたびねこ                          | 浜田朗     |
| 5  | だい9にゃ  | ニャニャニャ美しく散る                     | 由利真珠郎 |
| 5  | だい10にゃ | じゅりあにゃーーーとおおおきおおぉおおおお | 浜田朗     |
| 6  | だい11にゃ | にゃんてったってアイドル                   | 浜田朗     |
| 6  | だい12にゃ | 星をみるねこ                               | 由利真珠郎 |
| 7  | だい13にゃ | ビューティフル☆ドリーニャー                | 由利真珠郎 |
| 7  | だい14にゃ | にゃがためにお腹は鳴る                     | 浜田朗     |
| 8  | だい15にゃ | 苦悩みそ                                   | 浜田朗     |
| 8  | だい16にゃ | いつかデレデレする日                       | 由利真珠郎 |
| 9  | だい17にゃ | 白い巨体                                   | 由利真珠郎 |
| 9  | だい18にゃ | にゃせいの王国                             | 浜田朗     |
| 10 | だい19にゃ | とんでうーりん                             | 浜田朗     |
| 10 | だい20にゃ | 三毛猫ホームでの推理                       | 由利真珠郎 |
| 11 | だい21にゃ | 宇宙胡椒ニャバン                           | 浜田朗     |
| 12 | だい22にゃ | にゃ～めん期の終わり                       | 由利真珠郎 |

### Webラジオ
2014年1月16日より、毎週木曜18時に「にゃ〜にゃ〜めん(仮)」が日テレオンデマンドで配信されている。

### 関連商品（にゃ〜めん）

#### BD・DVD
| 発売日        | タイトル   | 収録話         | 規格品番                       |
| ------------- | ---------- | -------------- | ------------------------------ |
| 2014年7月30日 | にゃ〜めん | 第1話 - 第12話 | VPXY-71299(BD) VPBY-13888(DVD) |

## かにえ
次回予告の際に流れるミニコーナー。

### 登場キャラクター（かにえ）
- かにえ - 古木のぞみ

### スタッフ（かにえ）
- 監督 - たかたまさひろ
- キャラクターデザイン - さとうけいいち
- 音楽協力 - 日本テレビ音楽、バップ
- アニメーションプロデューサー - 高田真宏
- アニメーション制作・音楽制作協力 - ベルズン・ウィッスル

### BGM（かにえ）
BGM「シークレット・シークレット」
作詞・作曲 - 北川勝利 / 編曲 - 北川勝利、acane_madder / 歌 - にゃ〜めんず［しょうゆ（森千早都）、しお（野村真悠華）、とんこつ（中隈志保）、みそ（松嵜麗）］

## 放送日時
| 放送地域   | 放送局             | 放送期間                | 放送日時                     | 備考                                              |
| ---------- | ------------------ | ----------------------- | ---------------------------- | ------------------------------------------------- |
| 関東広域圏 | 日本テレビ         | 2014年1月12日 - 3月30日 | 日曜 3:00 - 3:15（土曜深夜） |                                                   |
| 日本全域   | 日テレオンデマンド | 2014年1月12日 - 3月30日 | 日曜 3:00 - 3:15（土曜深夜） |                                                   |
| 日本全域   | dアニメストア      | 2014年1月22日 -         | 水曜 12:00 更新              | 見放題サービス利用者は全話見放題                  |
| 栃木県     | とちぎテレビ       | 2016年2月1日 - 3月14日  | 月曜 17:30 - 17:55           | 独立局 25分枠で2回分を放送 栃木県内では実質再放送 |